# Людина змінює шкіру
Про однойменний радянський двосерійний художній фільм див. Людина змінює шкіру (фільм, 1959)
«Людина змінює шкіру» (рос. «Человек меняет кожу») — радянський 5-серійний художній фільм режисера Бориса Кімягарова, знятий на кіностудії «Таджикфільм» в 1979 році.

## Сюжет
Дія фільму відбувається на початку 1930-х років на будівництві Вахшського каналу в Таджикистані. Іноземний агент Муррі, який прибув в Радянський Союз за контрактом як інженер-будівельник, зі своїми спільниками готує вибух перемички греблі. Їм вдається залякати американських інженерів, які беруть активну участь в будівництві, і обмовити головного інженера Уртабаєва. Однак чекісти зривають підступи ворогів, і будівництво каналу завершується в намічений термін. Паралельно розвивається любовна лінія Маші і молодого американського інженера Кларка, який урешті-решт вирішить залишитися в СРСР.

## У ролях
- Ігор Костолевський —  інженер Джим Кларк
- Борис Хмельницький —  Павло Кристаллов
- Лариса Удовиченко —  Маша Полозова
- Юрій Горобець —  Комаренко
- Гіві Тохадзе —  Табукашвілі
- Петро Любешкін —  Климентій
- Баба Аннанов —  Саїд Уртабаєв
- Вадим Яковлєв —  Синіцин
- Анатолій Азо —  Микола Єрьомін
- Сократ Абдукадиров —  Карім
- Михайло Кублінскіс —  Муррі (прототип Фредерік Бейлі)
- Роман Громадський —  Морозов
- Ірина Печерникова —  Валентина
- Тамара Совчі —  Люба Смирнова
- Валентин Нікулін —  Немировський
- Аудріс Хадаравічюс —  Баркер
- Неллі Мишкова —  Немировська
- Анатолій Ведьонкин —  Тарєлкин
- Закір Мухамеджанов —  Ісо Ходжіяров
- Станіслав Міхін —  Зайцев

## Знімальна група
- Автор сценарію: Юлій Дунський, Валерій Фрід
- Режисер: Борис Кімягаров
- Оператор: Завур Дахте
- Художники-постановники: Леонід Шпонько, Володимир Салімов
- Композитор: Марк Фрадкін